# Rhodamin B
Rhodamin B ist ein Xanthenfarbstoff aus der Gruppe der Rhodamine.

## Geschichte

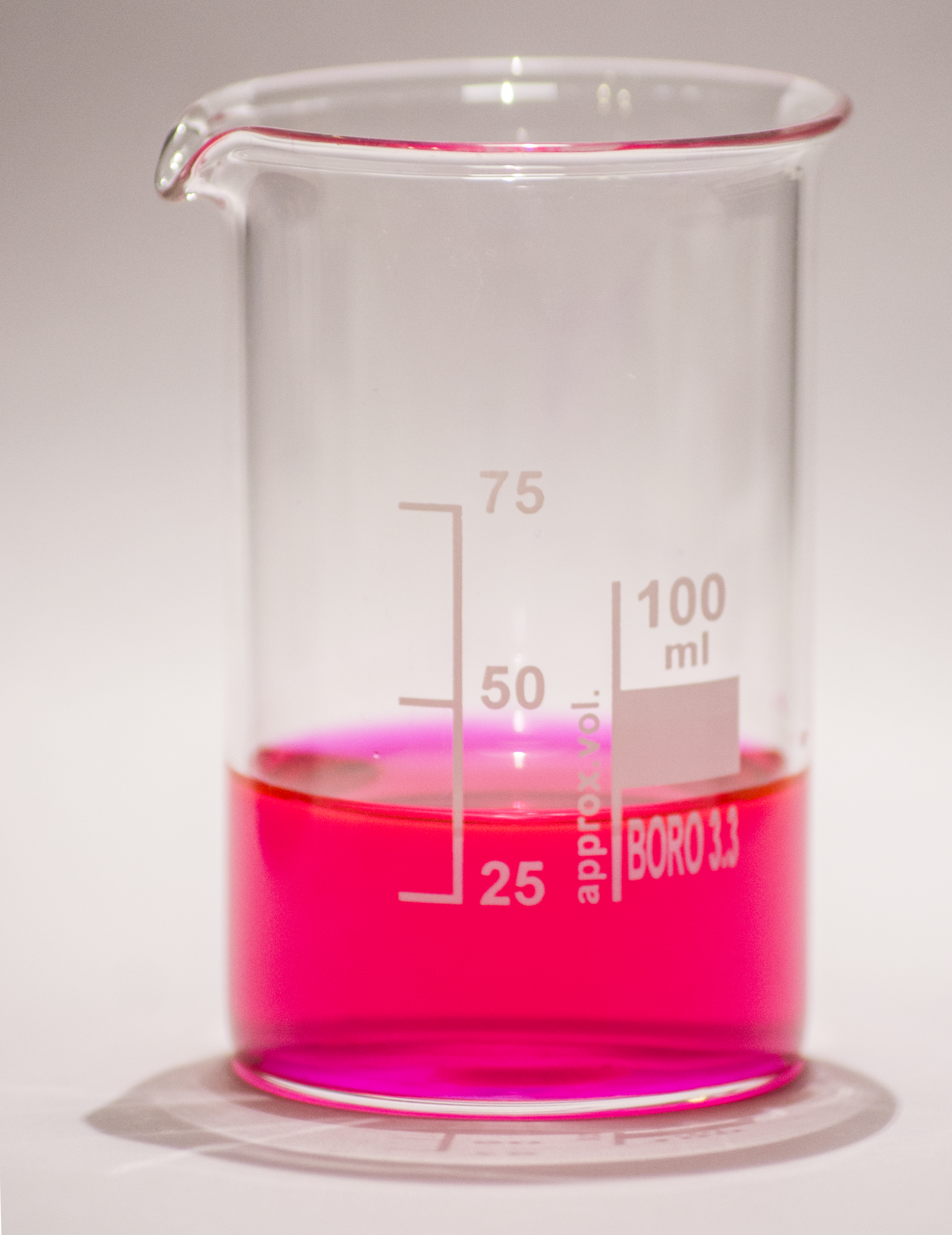
Wässrige Rhodamin-B-Lösung

Die Klasse der Rhodamine ist schon seit mindestens dem 19. Jahrhundert bekannt.
Rhodamin B soll zum ersten Mal 1905 synthetisiert worden sein. Es ist nahe verwandt mit Rhodamin 6G, einem Laserfarbstoff, und Rhodamin WT (water-tracer), von dem es sich nur durch eine Carboxygruppe unterscheidet.

## Darstellung
Rhodamin B entsteht, indem man 2 Mol 3-Diethylaminophenol mit einem Mol Phthalsäureanhydrid unter Zugabe von Schwefelsäure und Salzsäure erhitzt.

## Eigenschaften

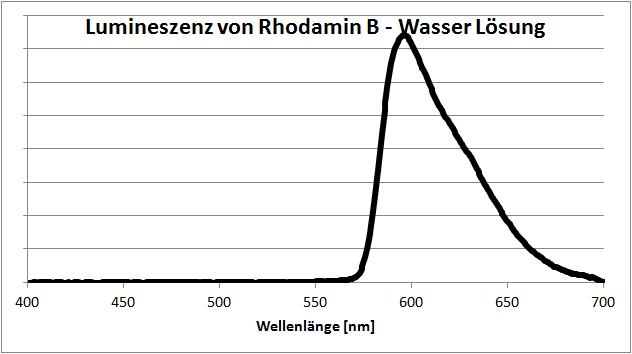
Lumineszenz einer wässrigen Rhodamin-B-Lösung

Das Absorptionsmaximum von Rhodamin B liegt zwischen 542 und 554 nm. Das Lumineszenzspektrum einer Lösung hängt von Faktoren, wie dem Lösungsmittel, dem pH-Wert und insbesondere der Temperatur ab. Die Lumineszenz einer neutralen, wässrigen Lösung hat sein Maximum bei etwa 600 nm.

## Verwendung
Rhodamin B wird in der Auramin-Rhodamin-Färbung im Labor, für Färbeversuche in der Natur und als unspezifischer Fluoreszenzmarker eingesetzt. Lösungen von Rhodamin B werden zur Demonstration von Zweiphotonenphotoakustik verwendet.
Rhodamin B wurde und wird in vielen Ländern als Lebensmittelfarbstoff, für Kosmetika, als Textilfarbstoff und als Wasser-Tracer verwendet. In den USA war die Verbindung unter der Bezeichnung D&C Red No. 19 registriert, die Zulassung als Zusatzstoff wurde jedoch 1984 von der FDA zurückgezogen. Auch in Europa ist Rhodamin B nicht für die Einfärbung von Lebensmitteln oder Kosmetika zugelassen, da das Produkt als potentiell karzinogen, mutagen und ökotoxisch eingestuft wird. Es wird dennoch als Textilfarbstoff genutzt und taucht ab und an als Lebensmittelfarbstoff in Süßigkeiten, oder in Shrimps auf.